# Gephyroctenus divisor
Espèce
Gephyroctenus divisor est une espèce d'araignées aranéomorphes de la famille des Ctenidae.

## Distribution
Cette espèce est endémique de l'État d'Acre au Brésil,.  Elle se rencontre à Cruzeiro do Sul dans le parc national de la Serra do Divisor.

## Description
Le mâle holotype mesure 3,30 mm et la femelle paratype 3,50 mm.

## Étymologie
Son nom d'espèce lui a été donné en référence au lieu de sa découverte, le parc national de la Serra do Divisor.

## Publication originale
- Polotow & Brescovit, 2008 : Revision of the neotropical spider genus Gephyroctenus (Araneae: Ctenidae: Calocteninae). Revista Brasileira de Zoologia, vol. 25, no 4, p. 705-715 (texte intégral).